# Ashbys Corner
Ashbys Corner ist ein gemeindefreier bewohnter Ort („populated place“) im Rappahannock County im US-Bundesstaat Virginia.
Der Ort liegt im Südwesten des Countys. Unweit des Ortes fließt der Beaverdam Creek. Verkehrstechnisch erschlossen ist der Ort durch die State Route 231.